# 보레오곰포돈
보레오곰포돈(Boreogomphodon)은 트라이아스기 후기 미국 동부에 살았던 키노돈트이다. 화석은 버지니아주의 도스웰 지층(Doswell Formation)과 노스캐롤라이나주의 페킨 층(Pekin Formation)에서 발견된다.

## 발견
보레오곰포돈 제퍼소니(Boreogomphodon jeffersoni)라는 모식종은 1990년에 명명되었다. 노스캐롤라이나의 페킨 층에서도 발견되었다.

## 특징
보레오곰포돈의 아래쪽 이빨은 아프리카에서 발견된 수궁류 및 남아메리카에서 발견된 트레버소돈과 같은 다른 트레버소돈류과 구별된다. 대부분의 트레버소돈류는 아래쪽 치아에 2개의 교두가 있는 아래쪽 치아를 갖고 있는 반면, 보레오곰포돈은 아래쪽 치아에 3개의 교두가 있으므로 다른 트레버소돈류와 구별된다. 노바스코샤주의 울프빌 층(Wolfvill Formation)에서 발견된 아르크토트레버소돈(Arctotraversodon)은 아래쪽 송곳니에 3개의 교두가 있다는 점에서 보레오곰포돈과 비슷하지만, 송곳니 뒤가 보레오곰포돈보다 훨씬 넓다.
보레오곰포돈의 화석은 크기가 작으므로 어린 개체인 것으로 추정된다. 이들의 주둥이는 짧은데 다른 트레버소돈류의 주둥이는 길다. 또 보레오곰포돈 화석에는 송곳니 뒤의 이빨이 4~5개만 있는데 다른 트레버소돈류의 경우에는 이보다 더 많다. 즉 보레오곰포돈의 화석은 완전히 자라지 않았음을 시사한다.
1. ↑  Liu, Jun; Schneider, Vincent P.; Olsen, Paul E. (2017년 9월 14일). “The postcranial skeleton of Boreogomphodon (Cynodontia: Traversodontidae) from the Upper Triassic of North Carolina, USA and the comparison with other traversodontids”. 《PeerJ》 (영어) 5: e3521. doi:10.7717/peerj.3521. ISSN 2167-8359. PMC 5601084. PMID 28929007.
2. 1 2  Sues, Hans-Dieter; Olsen, Paul E. (1990년 8월 31일). “Triassic Vertebrates of Gondwanan Aspect from the Richmond Basin of Virginia”. 《Science》 (영어) 249 (4972): 1020–1023. doi:10.1126/science.249.4972.1020. ISSN 0036-8075.
3. ↑  Sues, Hans-Dieter; Hopson, James A.; Shubin, Neil H. (1992년 6월 10일). “Affinities of ? Scalenodontoides plemmyridon Hopson, 1984 (Synapsida: Cynodontia) from the Upper Triassic of Nova Scotia”. 《Journal of Vertebrate Paleontology》 (영어) 12 (2): 168–171. doi:10.1080/02724634.1992.10011447. ISSN 0272-4634.